# Grassendorf
Grassendorf é uma comuna francesa na região administrativa de Grande Leste, no departamento Baixo Reno. Estende-se por uma área de 2,24 km². Em 2010 a comuna tinha 253 habitantes (densidade: 112,9 hab./km²).